# District de Balboa
Le district de Balboa est l'une des divisions qui composent la province de Panama, au Panama. lus précisément au sud de la province. Ce district couvre l'ensemble de l'archipel des Perles, situé au centre du golfe du Panama. La capitale est située dans la ville de San Miguel. En 2010, le district comptait 2 721 habitants.

## Division politico-administrative
Ce district est composé de six corregimientos :
- San Miguel (chef-lieu)
- La Ensenada
- La Esmeralda
- La Guinea
- Pedro González
- Saboga

## Crédit d'auteurs
- (es) Cet article est partiellement ou en totalité issu de l’article de Wikipédia en espagnol intitulé « Distrito de Balboa » (voir la liste des auteurs).